# 新細明體更新套件
新細明體更新套件是微軟公司為Windows XP及Windows Server 2003的中文版用戶可以使用表意文字補充平面的字元而製作的更新套件。它將系統字型新細明體更新為Unicode 3.1的標準。由於補充平面上的字元使用了32位元的編碼空間，所以更新只適用於Windows XP或以上的作業系統。

## 更新細明體

### 字數
更新套件主要把原來的細明體和新細明體的字型檔（MingLiU.ttc）更新成新版：隨Windows XP送來的應該是3.21版，而更新後的版本號碼將會是5.03。這些在安裝了TrueType字型延伸屬性插件之後就可以看得到。新版本除了原來Unicode在基礎平面的20,902個Unicode 2.0的基本字元以外，還包括有6582個屬於擴展A區的字元。此外，其他屬於擴展B區的字元，都另外放在一個叫MingLiUB.ttc的字，包含有42,711個漢字。兩個字型檔合共為系統提供總數70,195個漢字字型。

### 輸入法
更新套件亦同時把系統原來原始只能輸入Unicode 2.0漢字的傳統注音輸入法和傳統倉頡輸入法，擴充到支援輸入擴充A區的漢字。不過，由於相容性的問題，要輸入擴充B區內的漢字則必須使用新版的微軟新注音、及新倉頡輸入法6.0版。（需額外下載，詳見微軟公司下載網站 （页面存档备份，存于）。）

## 問題

### 字形爭議

新細明體更新前後的比較

Windows系列自Windows 3.1、Windows 9x與Windows NT的系統字型是「細明體」，後來增加英數字符不定寬版本，稱為「新細明體」。字型由華康字型（今威鋒數位）製作。原來的細明體及新細明體採用「傳承字形」，亦稱作「康熙字典體」或「舊字形」，即以傳統明體的字形爲宗，字的寫法較接近篆形，較符合字理。例如「禮」字的「⺬」旁，首兩筆是橫，符合「祭祀的桌子」之象形；「爲」字以手牽象，會意有作為，上方是「爪」部首，「爪」代表手；「讀」字右旁的聲符是「𧶠」，而不是完全不近音的「賣」；「請」的右方是「靑」，下作「円」，即「丹」字，符合「丹青」之義。
這次「新細明體更新套件」所內建的新細明體字型，卻沒有任何預警或公告，突然從過往用戶習慣的傳承字形（舊字形）改為國字標準字體的筆形設計。修改後的文字，符合中華民國教育部公佈的國字標準字體。例如「為」這字元在Unicode裏是9筆的寫法（見圖），但舊版的細明體在某些文字大小時卻造成「爲」的字型，這個爪字頭的字在Unicode定義在不同的內碼。有執着於Unicode標準的用戶視舊版為「錯誤造字」，認為更新後的細明體「改正」了字形。還有偏旁「⺬／礻」、「青／靑」等，更新版本也改從國字標準字體的寫法，向手寫靠攏。
然而，也有意見指出明體的印版古籍中只有爪字頭的「爲」而沒有「為」，「為」字常見於古代手寫書法作品中，而非明體的印版裏，認為以「為」取代「爲」值得商榷；另外「系」字在新細明體中的改變，第一筆的撇與第二筆的折沒有相連，以傳統字書的角度來說也屬錯字。更新版細明體於字形正確方面都遭到詬病。
此外，由於國字標準字體的字樣，破壞了許多傳統明體的美學設計，也可能因為不合印刷體設計原則或未針對螢幕顯示最佳化，所以常有使用者認為修改後的字比較難看。字型製作公司文鼎論及華航「帝雉號」採用更新後的細明體而惹來批評之事，就直斥微軟系統字新細明體改成教育部標準宋體寫法後，「已失掉日本寫研本蘭明朝體的印刷字體之美，成為失去平衡的手寫筆法字體，印刷界相當排斥」。而其董事長楊淑慧於更早時就已說明國字標準字體為何不適合印刷：「如果單純用手寫的筆法來定義印刷字體該長什麼樣子，字就會東倒西歪，閱讀感受會很差。」例如「肉字旁部首」的國字標準字體寫法，會影響視覺的延伸性。因此，像明體、黑體等印刷字型，並不遵循國字標準字體。她更批評局方閉門造車，指出當初制訂國字標準字體時，只是找一群訓詁學者閉門商討，並沒有邀請書法家和印刷業者等相關領域的專家一起討論，令討論出來的結果完全沒考慮到印刷的可行性與閱讀的便利性。另一家字型製作公司Justfont也批評：「三十年前教育部的『台標』制定，不管是印刷廠或是書法家，全部人都驚呆了。這個標準沒有和民間溝通，都造成大家很大困擾。」並指出：「依照台灣標準的新細明體，細看會發現字的平衡和美感被破壞。」
新細明體更新後，除了棄用舊字形，設計上亦有多番視覺缺陷、平衡問題等毛病，一直備受漢字設計和排印界批評，甚至被要求改回Windows XP預載較美觀之版本。
在发布后不久，该字体下载便被微软自行移除。据称移除该字体下载的原因之一是许多人认为字体变丑了，另一个原因则是安装后无法彻底卸载（被修改的字体文件不能自动还原）。

### 解決方案
先前提到此更新套件是針對Windows XP/2003的作業系統所做的系統自行修正，使用者可從Windows 7字形資料夾內取得7.0版本的新細明體字形。
微軟公司後來推出了可在Windows XP及Windows Server 2003執行的ISO 10646:2003支援套件。该套件包括了6.90版本的新細明體，細明體，HKSCS細明體，細明體-ExtB，HKSCS細明體-ExtB，和新細明體-ExtB字形，但不包括輸入法的更新。

### 未解決問題
然而，面對字型設計醜陋的批評，微軟至今尚未有正式回應或行動。及後微軟在新版視窗上作為系統字型的的新細明體，都全面採用國字標準字體的筆形設計，而且還取消了使用者在控制台中自行設定系統顯示字型的選項。後來為繁體中文增加的系統字型微軟正黑體也一樣是國字標準字體。此後，使用者無法透過任何正常方法讓系統顯示傳承字形，只能顯示國字標準字體的字形，因此至今仍遭批評為剝奪了使用者的選擇權。

## 外部連結
- 新細明體更新套件1.0版的非官方下載點 （页面存档备份，存于）[永久] ，只限Windows XP使用。
- 免安装使用方法
- 微軟高級字元對照表
- 微软Surrogates更新套件（简体中文版） （页面存档备份，存于）
- CJK Unified Ideographs Extension B (13MB)
- Mozilla Taiwan 討論區: 新細明體字型更新版本 （页面存档备份，存于）